# Svistella dubia
Svistella dubia är en insektsart som först beskrevs av Liu, Zhibin och X.-c. Yin 1993.  Svistella dubia ingår i släktet Svistella och familjen syrsor. Inga underarter finns listade i Catalogue of Life.